# Shohei Abe
Shohei Abe (Chiba, 1 december 1983) is een Japans voetballer.

## Carrière
Shohei Abe tekende in 2006 bij Nagoya Grampus.